# Санта-Инес (Параиба)
Санта-Инес (порт. Santa Inês)  —  муниципалитет в Бразилии, входит в штат Параиба. Составная часть мезорегиона Сертан штата Параиба. Входит в экономико-статистический  микрорегион Итапоранга. Население составляет 3178 человек на 2006 год. Занимает площадь 324,422 км². Плотность населения — 9,8 чел./км².

## Статистика
- Валовой внутренний продукт на 2003 год составляет 8 922 005,00 реалов (данные: Бразильский институт географии и статистики).
- Валовой внутренний продукт на душу населения на 2003 год составляет 2664,88 реалов (данные: Бразильский институт географии и статистики).
- Индекс развития человеческого потенциала на 2000 год составляет 0,553 (данные: Программа развития ООН).